# Abancay (stad)
Abancay is een stad in de gelijknamige provincie van de Peruaanse regio Apurímac in het zuidelijke gedeelte van het centrale gebergte.
De stad is de zetel van het rooms-katholieke bisdom Abancay.

## Geschiedenis
Abancay is gesticht in 1540, maar werd in de tijd voor de Inca's al bewoond door de Chancas.

## Bestuurlijke indeling
Deze stad (ciudad) bestaat uit twee districten:
- Abancay (hoofdplaats van de gelijknamige provincie)
- Tamburco